# Besat
Besat (danès: posseïts) és una pel·lícula fantàstica danesa de 1999 dirigida per Anders Rønnow Klarlund, que el va escriure amb Ola Saltin. És protagonitzada per Ole Lemmeke, Ole Ernst, Jesper Langberg i Bjarne Henriksen. La pel·lícula es va estrenar al Festival Internacional de Cinema de Toronto de 1999.
Va rebre el Méliès d'Or a la millor pel·lícula fantàstica europea.

## Repartiment
- Ole Lemmeke com Søren
- Ole Ernst com Bentzon
- Niels Anders Thorn com Jensen
- Jesper Langberg xom Lyndfelt
- Bjarne Henriksen
- Nikolaj Lie Kaas
- Iben Hjejle
- Søren Elung Jensen
- Gerda Gilboe
- Udo Kier
- Valentin Popescu
- Cristina Deleanu